# Mikaniopsis tedliei
Mikaniopsis tedliei là một loài thực vật có hoa trong họ Cúc. Loài này được (Oliv. & Hiern) C.D.Adams mô tả khoa học đầu tiên năm 1961.